# Rue des Bois
La rue des Bois est une voie du 19e arrondissement de Paris.

## Situation et accès

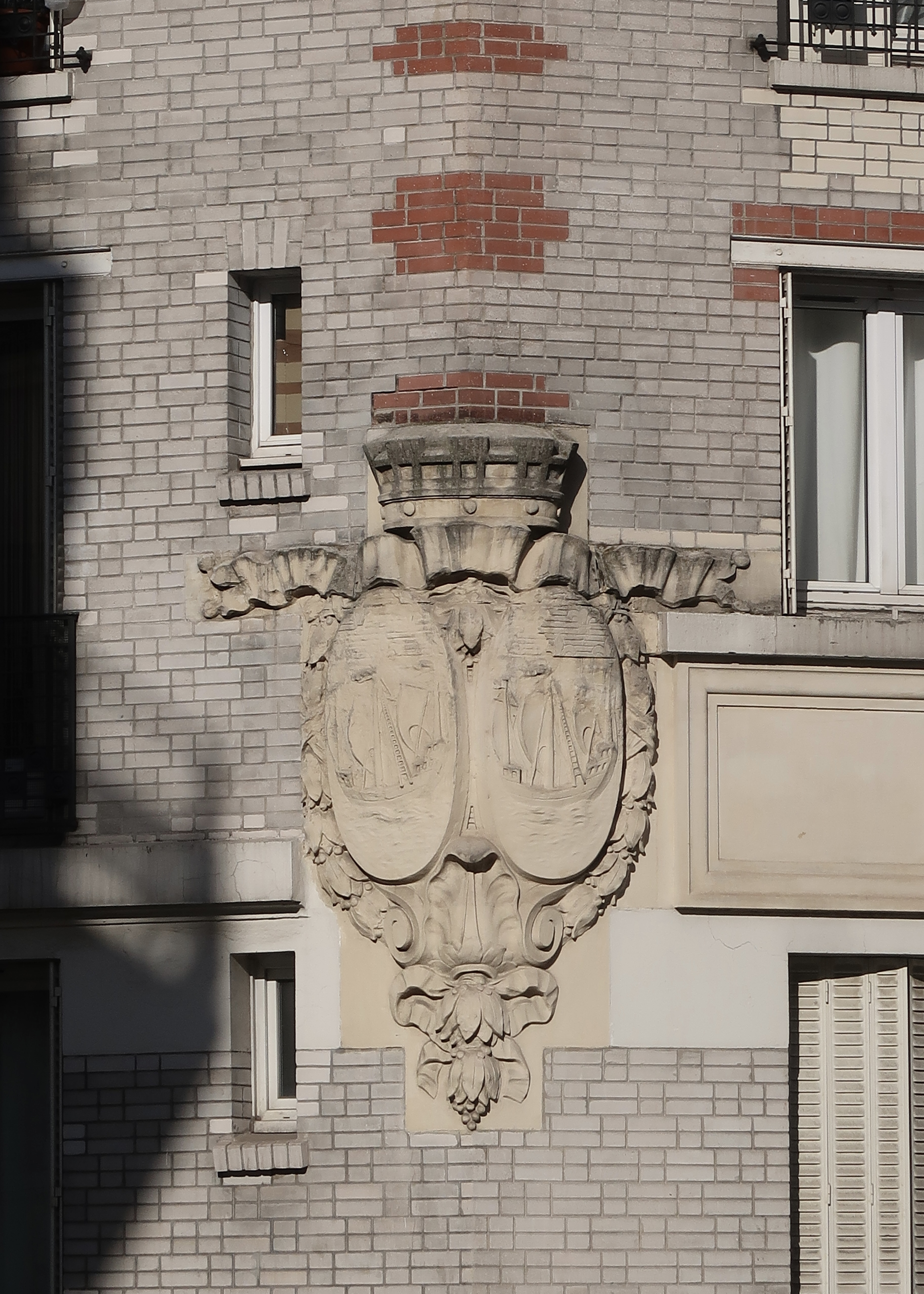
Blason de Paris, au croisement avec la rue de l'Orme.

La rue des Bois est desservie à proximité par la ligne 11 à la station Place des Fêtes et par la ligne 3b du tramway d'Île-de-France à la station Hôpital Robert Debré.
Elle relie la place des Fêtes, à l'ouest, au parc de la Butte-du-Chapeau-Rouge, à la promenade Amalia-Rodrigues, au jardin Notre-Dame-de-Fatima, à l'église de Marie-Médiatrice-de-Toutes-les-Grâces et au boulevard d'Algérie, à l'est.
Elle donne accès à la rue Émile-Desvaux, artère dotée de maisons de ville et de petites habitations typiques du quartier de la Mouzaïa.

## Origine du nom
Elle porte ce nom en souvenir du bois des Rigones, qui existait au XIVe siècle, situé au pied de la butte de Beauregard, nom donné autrefois aux coteaux de Belleville.

## Historique
Cette ancienne voie de la commune de Belleville est mentionnée sur le plan de Roussel de 1730, et sur le plan cadastral de la commune de Belleville dressé en 1812. Elle est classée dans la voirie parisienne par un décret du 23 mai 1863.

## Bâtiments remarquables et lieux de mémoire
- No 2 : école maternelle que fréquenta le résistant Jean Quarré. Le bâtiment d'origine, par l'architecte Louis-Adolphe Janvier, a été remplacé par un édifice au style contemporain.
- No 24, au croisement avec la rue Émile-Desvaux : sur une plaque est indiqué : « Dans ce hameau habitaient Lucien Sampaix (1889-1941), Georges Vallet (1912-1943), André Biver (1921-1942), fusillés par les nazis ».
- No 43 : une plaque rappelle que le républicain espagnol anarchiste Manuel Pinto Queiro Ruiz, dit Manuel Lozano, a habité à cette adresse[3].
- No 51 : une plaque rappelle que Charles Michels, député communiste fusillé par les nazis en 1941, a habité à cette adresse.

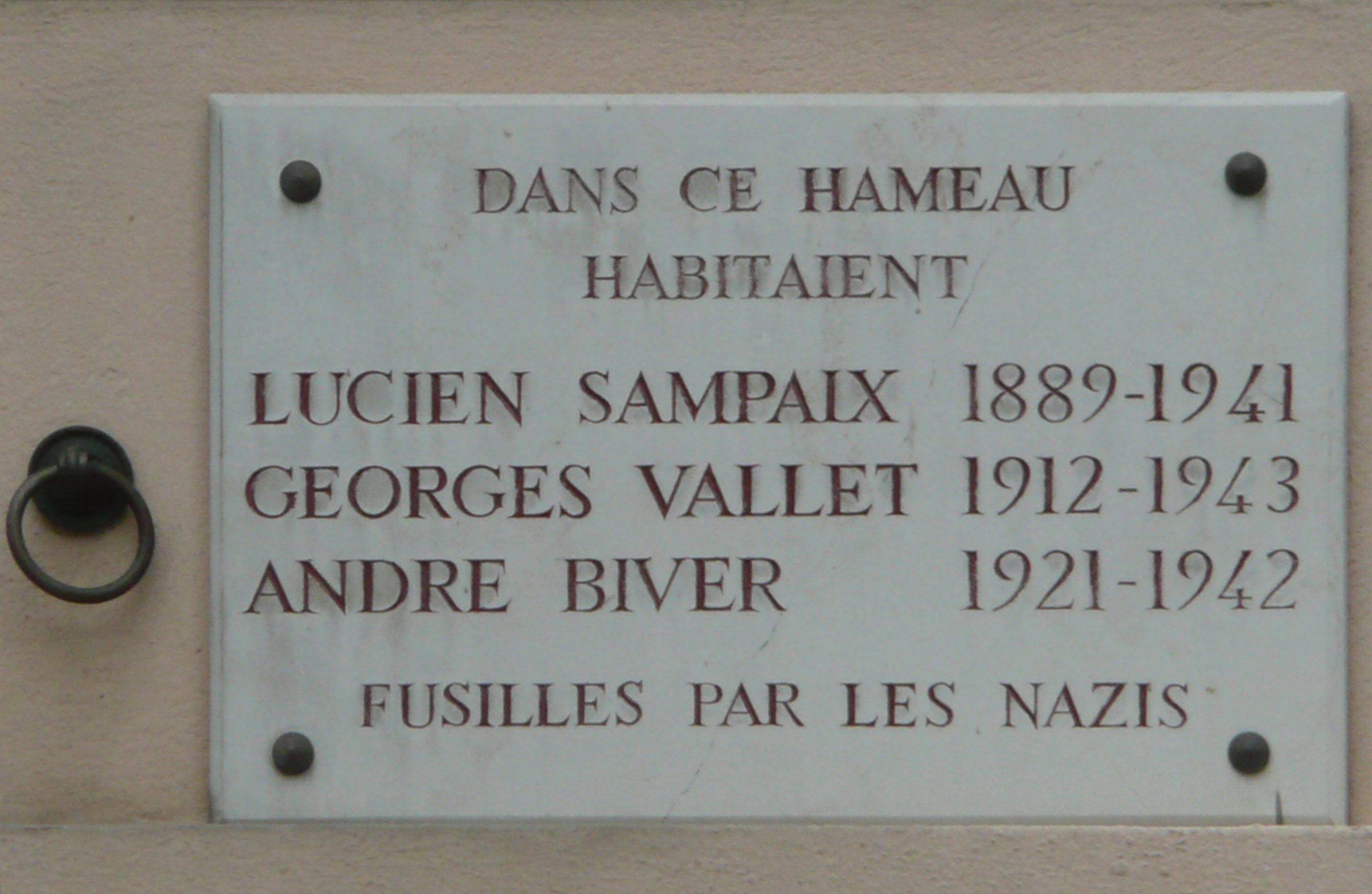
Plaque en mémoire de trois hommes fusillés par les Nazis sous l'Occupation.
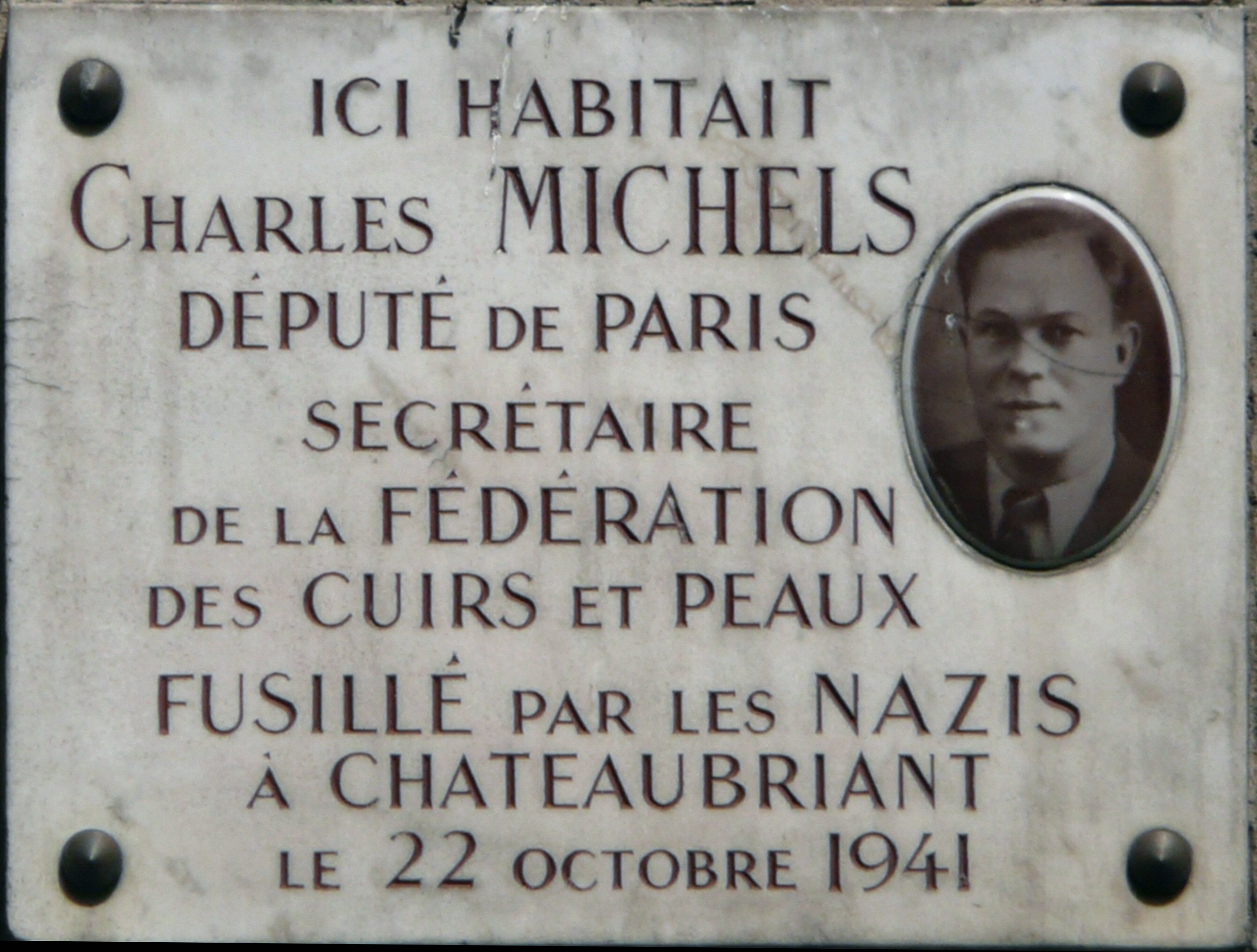
Plaque à la mémoire de Charles Michels.
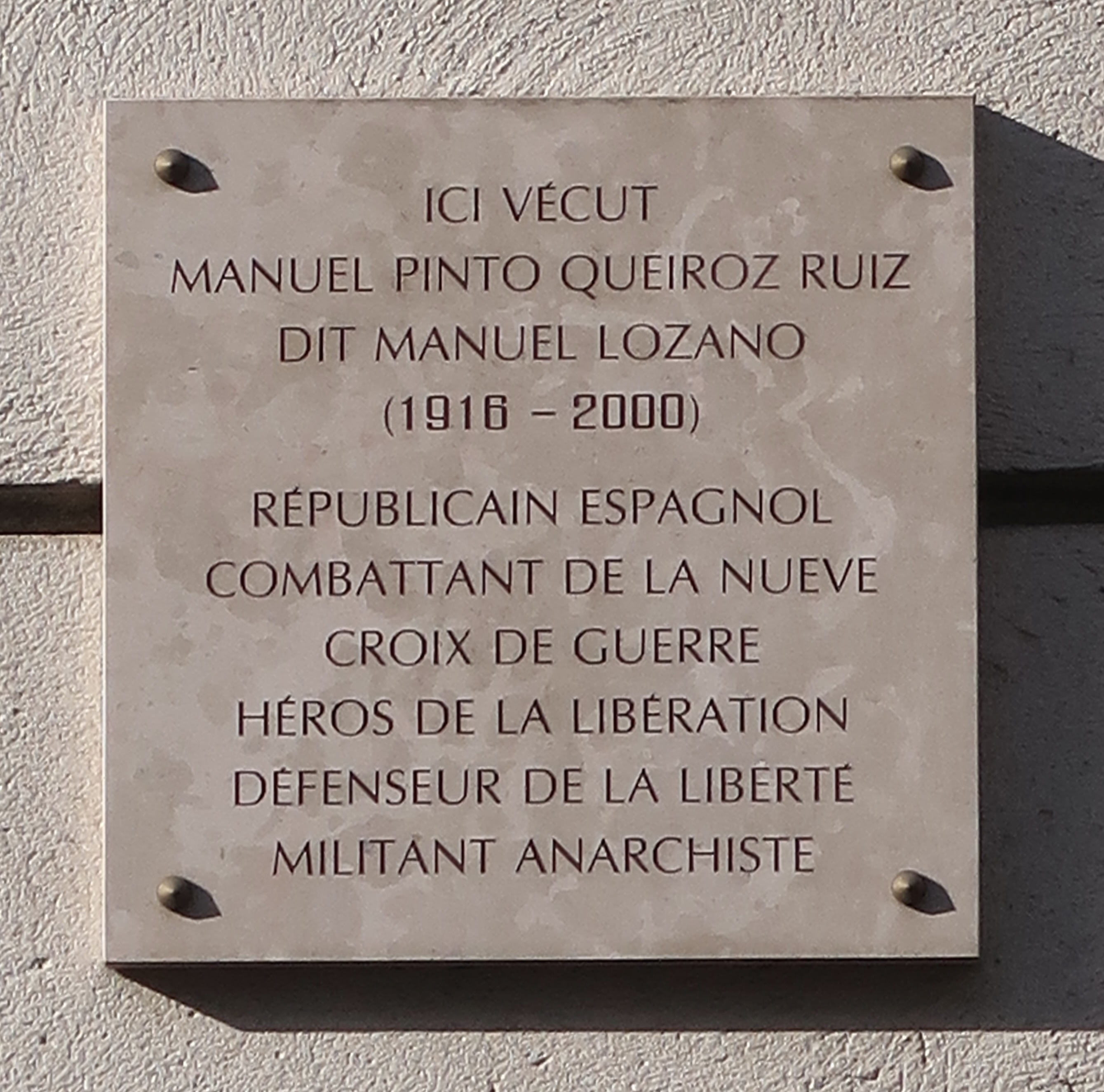
Plaque à la mémoire de Manuel Pinto Queiroz Ruiz, dit Manuel Lozano.

## Voir aussi

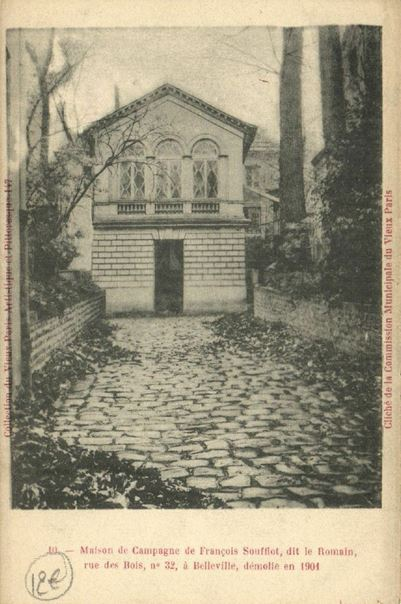
Rue des Bois, maison de campagne de François Soufflot, détruite en 1904.